# Ameivula nativo
Espèce
Synonymes
- Cnemidophorus nativo Rocha, Bergallo & Peccinini-Seale, 1997

Ameivula nativo est une espèce de sauriens de la famille des Teiidae.

## Répartition
Cette espèce est endémique du Brésil. Elle se rencontre dans les États d'Espírito Santo et de Bahia.

## Description
Cette espèce est parthénogénétique.

## Publication originale
- Rocha, Bergallo & Peccinini-Seale, 1997 : Evidence of an unisexual population of the Brazilian whiptail lizard genus Cnemidophorus (Teiidae), with description of a new species. Herpetologica, vol. 53, no 3, p. 374-382.